# Palingenia orientalis
Palingenia orientalis is een haft uit de familie Palingeniidae. De wetenschappelijke naam van de soort is voor het eerst geldig gepubliceerd in 1927 door Chopra.
De soort komt voor in het Palearctisch gebied.